# Distrito de Ascensión
El Distrito de Ascensión es uno de los diecinueve distritos de la Provincia de Huancavelica, ubicada en el Departamento de Huancavelica, bajo la administración del Gobierno Regional de Huancavelica, en la zona de los andes centrales del Perú.  Limita por el norte con los distritos de Acobambilla, Nuevo Occoro, Huando y Palca; por el sur con los distritos de Arma y Santa Ana de la Provincia de Castrovirreyna; por el este con el Distrito de Huancavelica; y, por el oeste con los distritos de Chupamarca y Aurahuá de la Provincia de Castrovirreyna y con el Distrito de Huancavelica.

## Historia
«Ascensión» es parte de la otrora «Villa Rica de Oropesa», que con el devenir de los tiempos se denomina Huancavelica; heredera de un rico pasado histórico. Insurge como nuevo Distrito, gracias a la voluntad manifiesta y mayoritaria de sus pobladores, el 2 de junio del año 2000. Nuestros ancestros provienen de las culturas pre – incaicas: Chancas, Anccaras, Waris y Vilcas que habitaron estas comarcas; en la época de la conquista y el coloniaje fuimos sometidos a la influencia española; nuestra raza, idioma, costumbres y religión, fueron transformados, quedando como consecuencia un mestizaje que asombra al mundo. Los habitantes que nos antecedieron fueron testigos del encuentto de dos culturas: la Ibérica (España) y la Quechua o Americana (Tahuantinsuyo). Huancavelica fue escenario de un gran proceso de cambio socioeconómico; en el que los negros socavones de los cerros, emporio del rico Cinabrio que nos circundan, son mudos testigos del escenario de la opresión, codicia y explotación de la que hemos sido víctimas. Justamente la trilogía: Historia, Riqueza Minera y Tradición Huancavelicana originó la fundación española de la Villa Rica de Oropesa en el año 1571. En los suelos de la capital del Distrito de Ascensión tenemos un hermoso templo colonial y grandes depósitos de relave de la explotación minera (Quinta Boliviana), que constituyen de forma tangible el testimonio de la explotación metalúrgica del mercurio, realizado en la época del Virreinato, durante más de tres siglos.
Breve Esbozo Histórico Cronológico
Nos permitimos presentar sucintamente las épocas históricas para ordenar los acontecimientos pasados del Distrito de Ascensión, relacionados íntimamente con la historia de Huancavelica: Pre – inca, Inca, influencia española (Virreinato) y la vida Republicana (actual).
Época Pre- lnca
Los habitantes de Ascensión, fueron en un inicio cazadores, recolectores y nómades, posteriormente fueron agricultores y ganaderos sedentarios; finalmente pobladores de comunidades campesinas. No tenemos información fehaciente sobre su cerámica, textilería y costumbres. Sin embargo podemos afirmar que estos grupos poblacionales recibieron influencia de la cultura Chavín y Wari, posteriormente fueron parte de la organización político-social de los señoríos de la nación Chanca. La historia refiere un origen mitológico de los Chancas, capitaneados por Anco Wayllo, Asto Huaraca y Tomay Huaraca. Origen Mitológico de los Chancas
Según la mitología, los Chancas tuvieron su origen en la laguna de Choclococha (Huancavelica); sus fundadores fueron Anco Wilca, Uscb Wilca que fueron representados en grandes piedras, los mismos que eran transportados de un lugar a otro para celebrar sus fiestas y otros acontecimientos. La denominación Chancas, es el nombre genérico para el conjunto de señoríos y etnias que se integraron y confederaron, tales como los Willcas, Uramarcas, Atunsullas, Anco Wayllos, Andamarcas, Chilques, Tacmanas y otros. La confederación Chanca mantuvo cierta autonomía cultural, pero política y militarmente estaban sometidos a los jefes Chancas.
Época Inca
El ejército de los Chancas fue vencido por Pachacútec, Inca Yupanqui en las batallas de Yahuar Pampa. Los incas tardaron más de 50 años para dominar a los guerreros Chancas y poder consolidar el Imperio del Tahuantinsuyo en esta zona. Influencia Española (Virreinato) Con la conquista y dominación española, el descubrimiento de las Minas de Azogue de Santa Bárbara, fue el acontecimiento histórico de profunda significación y trascendencia para la vida socioeconómica y cultural de Huancavelica y de Ascensión.
Epoca Colonial
La fundación española de Huancavelica fue el 4 de agosto de 1571, con el nombre de «Villa Rica de Oropesa». A partir de esta fecha, esta ciudad se convirtió en Virreinato y morada del apogeo económico de los conquistadores. El azogue o mercurio, es el único metal líquido que se utilizó en la metalurgia del oro y la plata y cuya explotación en las minas de Santa Bárbara, dio grandes riquezas para la Corona Real de España, pobreza y miseria para nuestra población indígena. Vida Republicana
Con el inicio de la República y convertida la intendencia del Virreinato en el departamento de Huancavelica, el 12 de septiembre de 1821, esta capital distrital, provincial y departamental estaba conformado por cuatro barrios: Ascensión, San Cristóbal, Santa Ana y Yananaco. Con el transcurrir de los años, Ascensión se convierte en la viceparroquia de San Sebastián.
El 6 de noviembre de 1701, el visitador de tierras Don Juan Antonio Urraca otorga a Ascensión, el Título de Comunidad Campesina y delimita sus colindancias. Este título fue registrado con la partida n.º 189, en el Octavo Tomo de los Registros de Propiedad Inmueble, el 6 de septiembre de 1921. El 6 de febrero de 1941, se expide la Resolución Suprema, reconociendo la existencia legal y personería jurídica de la Comunidad Campesina.de Ascensión; dicho documento es legalizado por la Presidencia de la República, Ministerio de Salud Pública, Trabajo, Previsión Social y la Dirección de Asuntos Indígenas. El 25 de agosto de 1976, firman el Acta de Colindancia las Autoridades de la Comunidad de Ascensión y San Cristóbal en forma definitiva en la oficina de ORAMS, Zona Agraria de Huancavelica, Sistema Nacional de Apoyo a la Movilización Social, entregándose los planos respectivos a cada comunidad. El 12 de diciembre de 1993 la Comunidad de Ascensión y 08 comunidades campesinas preparan un Expediente Técnico para el Ministerio de la Presidencia, solicitando la Creación del Nuevo Distrito de Ascensión, el 26 de febrero de 1994 se entrega este valioso expediente en la Secretaría General del mencionado Ministerio con todos los documentos sustentatorios, con arreglo a los dispositivos legales establecidos por el D.S. n.º 044-90- PCM. Todas las autoridades de la administración pública de Huancavelica, apoyan y respaldan la distritalización de Ascensión, más de 1600 ciudadanos de la capital distrital y las 08 comunidades campesinas: Ascensión, Puca Rumi, Callqui Grande, Alto Andino, Pastales Huando, Cachimayo, Yauricocha y Totoral Chico expresan su voluntad manifiesta y unánime. La propuesta de la distritalización ha merecido la aprobación y el informe favorable de la Municipalidad Provincial de Huancavelica, la Sub Gerencia Regional de Desarrollo Huancavelica y la Región «Los Libertadores Wari» – Ayacucho. Previamente se realizó gran consulta popular por la distritalización de Ascensión, siguiendo el Trámite Documentario en el Ministerio de la Presidencia y en el Congreso de la Repliblica. Finalmente se expide la Ley de creación del nuevo Distrito de Ascensión en la Provincia y Departamento de Huancavelica, el 2 de junio del año 2000, mediante Ley N.º 27284, en la cual se eleva a la categoría de «distrito», la misma que fue promulgada el día 8 de junio del mismo año por la Presidencia de la República.

## Capital
Ascensión es una localidad peruana, en la Provincia de Huancavelica, situada a 3 680 m de altitud, en la falda norte del cerro Huamanrazo (5.278 m). El río Huancavelica recorre el término municipal antes de unirse al Mantaro. Coordenadas 74Q56'47" (O) - 12Q36' 10" (S)

## Anexos
Sus anexos son: Ascension, Puca Rumi, Callqui Grande, Alto Andino, Pastales Huando, Cachimayo, Yauricocha y Totoral Chico.

## Economía
Posee agricultura fría con cereales y papas (patatas), y una importante cabaña ganadera. Tiene industrias lácteas, de cueros y pieles, de harinas y aguardientes. Su nombre se vincula a las minas de cinabrio, cuyo mercurio de gran ley se extrajo al propio tiempo que la plata potosina era explotada en la época colonial. El mercurio o azogue era el insumo principal para refinar la plata con la técnica de la amalgama y gracias a éste se dio el éxito de la industria argentífera virreinal.

## Autoridades Municipales
- 2023 - 2026
  - Alcalde: OSCAR OSWALDO RAMIREZ TRUCIOS
  - Regidores: Sonia Ramos Taype, Pablo Ayuque Condori, Adriana Teofila Huiza Oyola, Josué Zúñiga Matamoros, Haydee De la Cruz Aponte

- 2019-2022
  - Alcalde: Edwin Alberto Muñoz Quispe,[1] Movimiento Regional Ayni.[2]
- 2015-2018
  - Alcalde: Ebet Martínez Romero,[3] Movimiento Independiente Regional Ayllu.[4]
- 2011-2014[5]
  - Alcalde: Rubén Arizapana Taipe, Movimiento Independiente de Campesinos y Profesionales (MICAP).
  - Regidores:  Juan Carlos Zúñiga Espinoza (MICAP), Gladys Ayuque Ticllacuri(MICAP), Néllida Jessie Cayllahua Peña (MICAP), Freddy Hugo Gómez Espinoza (MICAP), Ezequiel Gaspar Ccora (Trabajando Para Todos).[6]
- 2007-2010
  - Alcalde: Marcos Mariano Paytán Cuba,[7] Movimiento Nueva Izquierda.

### Policiales
- Comisario:  PNP.

### Religiosas
- Diócesis de Huancavelica[8]
  - Obispo de Huancavelica: Monseñor 𝑪𝑨𝑹𝑳𝑶𝑺 𝑨𝑳𝑩𝑬𝑹𝑻𝑶 𝑺𝑨𝑳𝑪𝑬𝑫𝑶 𝑶𝑱𝑬𝑫𝑨
  - Obispo Emérito de Huancavelica: Monseñor Isidro Barrio Barrio.[9]
- Parroquia
  - Párroco: Presbítero José Raúl Ayuque Tornero